# Trophis noraminervae
Trophis noraminervae là một loài thực vật có hoa trong họ Moraceae. Loài này được Cuevas & Carvajal miêu tả khoa học đầu tiên năm 1999.